# 이자카야

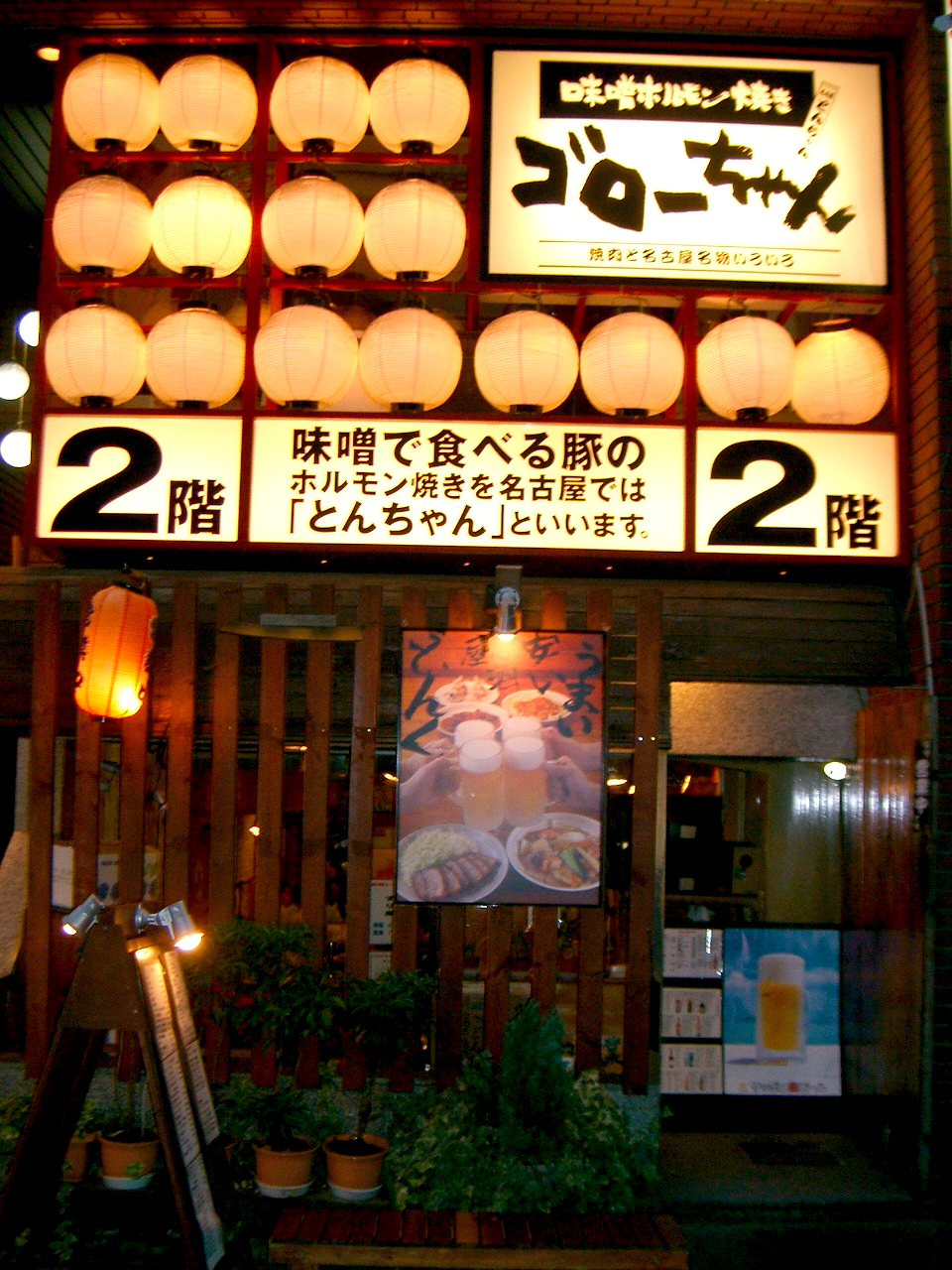
이자카야

이자카야(일본어: 居酒屋)는 술 종류와 그에 따른 간단한 요리를 제공하는 일본 음식점이다. 주로 주류를 제공하고 있는 점에서 일반 식당과 다르다. 이자카야에서는 일본식 술인 사케를 제공하고 있는 가게가 많아, 술집에 비해 요리의 종류가 많다.

## 식사 방식
이자카야는 펍이나 태번과 비교되지만 몇 가지 차이점이 있다.
우선 이자카야는 바 좌석과 일반 좌석을 선택할 수 있다. 일부 이자카야에선 서서 술을 마시는 "타치노미" 방식을 고집하기도 한다.

## 관련 서적
- Yamate, Kiichirō (1957년 12월 20일). 《桃太郎侍 (Momotarō-zamurai)》. 《Kokumin no Bungaku, color edition》 (일본어) 16 (Kawadeshobō).
- Yamaguchi Hitomi (1982). 《Izakaya Chōji》 (일본어). Shinchōsha.
- Ikenami, Shōtarō (2011). 《Onihei hankachō II》. 《Kanpon Ikenami Shōtarō Taisei》 (일본어) 5 reprint판 (Kōdansha).
- Nihon Eiga Eisei Kabushikigaisha; Shōchiku (2013). “Ikenami Shōtarō and Film Noir” (일본어). Fuji Television. 2016년 2월 5일에 확인함.

## 참고 문헌
- Izakaya: The Japanese Pub Cookbook (2008) by Mark Robinson, photographs by Masashi Kuma, ISBN 978-4-7700-3065-8, Kodansha International
- Izakaya: Japanese Bar Food (Hardie Grant Publishing 2012), photographs by Chris Chen. ISBN 978-1-74270-042-7.
- Izakaya by Hideo Dekura (New Holland Publishers 2015). ISBN 978-1-74257-525-4.